# Іхтіокентаври
Іхтіокента́ври (дав.-гр. Ἰχθυοκένταυροι — риби-кентаври) — у давньогрецькій міфології істоти з людським торсом, передніми ногами коня та риб'ячим хвостом.
Найвідомішими представниками цих створінь є Афрос («Морська піна») та Бут («Морська глибина»), зведені брати кентавра Хірона та сини титана Кроноса та німфи Феліри.

## Назва

### Етимологія
Найдавніше відоме використання цього слова зустрічається в 12 столітті Іоанном Цецом, і можливо, було придумане ним.
Іхтіокентавр походить від двох різних слів, іхтіо і кентавр. Іхтіо- це прикметник від грецького ikhthis (ιχθύς) «риба»; кентавр, від грецького kentauros (κένταυρος), істота з класичної міфології, яка має верхню частину тіла людини, прикріплену до тулуба і ноги коня.

### Синоніми
Термін в інших європейських мовах (нім. Ichthyokentaur, множина: Ichthyokentauren; фр.: Ichthyocentaure, Ichtyocentaures). Також відома назва «морський кентавр» (нім. , Fischkentauren; фр.: centaures marins). Генрі ван де Валь (1976) помістив «іхтіокентавр», «кентавротритон» і «морський кентавр» в одну іконографічну групу, синонімічне трактування цих термінів також зустрічається в археологічних роботах.
Кентавро-Тритон — це інша назва іхтіокентаврів, зазначена в творах 19 століття.

## Образ
Іхтіокентавр — морський бог Тритон, представлений як істота, що має передні лапи коня та рибоподібну нижню частину тіла.
Один із найпримітніших давніх літературних прикладів іхтіокентаврів наявний у поемі Клавдіана (пом. 404). В її епіталамі Венера їде на весілля Гонорія та Марії на спині Тритона. Тут Тритона описано так: «Страшне чудовисько вирвалося з безодні; його волосся торкалось його плечей; копита, схожі на роздвоєнні роги, обвиті щетиною; його риб'ячий хвіст з'єднувався з тілом людини». Вільгельм Генріх Рошер помітив, що цей тритон (з роздвоєними копитами) описується як підтип іхтіокентавра з передніми копитами бика.